# Ascalaphus minutus
Ascalaphus minutus är en insektsart som beskrevs av Bo Tjeder 1986. Ascalaphus minutus ingår i släktet Ascalaphus och familjen fjärilsländor. Inga underarter finns listade i Catalogue of Life.